# Bøfsandwich
Un bøfsandwich (literalmente en español 'sándwich de carne') es la versión clásica danesa de una hamburguesa . Contiene los elementos clásicos de una hamburguesa: carne molida cocida colocada dentro de un rollo de pan en. 

## Descripción
Los Bøfsandwiches se venden típicamente en puestos de perritos calientes y en establecimientos tradicionales de comida rápida, y se han descrito como un "clásico arquetipo de snackbar danés clásico". Algunos restaurantes tradicionales daneses también han comenzado a servir versiones gourmet, con la adición de, por ejemplo, cebollas suaves a la parrilla.
Los fanáticos del bøfsandwich mantienen una página de Facebook que anuncia "el mejor bøfsandwich de Dinamarca" cada año.

## Condimentos
Los condimentos tradicionales son ketchup, salsa, remoulade, pepinillos en rodajas, cebollas crudas y cebollas crujientes asadas, la última es un manjar local, que a menudo no se encuentra fuera de Escandinavia . 

## Variaciones locales
Principalmente en la región de Jutlandia de Dinamarca, se acostumbra servir el bøfsandwich con remolachas en rodajas dentro y salsa marrón vertida sobre el sándwich. Los extranjeros a veces llaman a esta versión 'hamburguesa de salsa'. Otras variantes locales pueden incluir pepinillos o repollo rojo en escabeche. 

## Variaciones internacionales
En Canadá se prepara la hot hamburger, que consiste en una empanada de carne, bollos y salsa vertida encima, se parece un poco al bøfsandwich. 